# Eugène Doyen

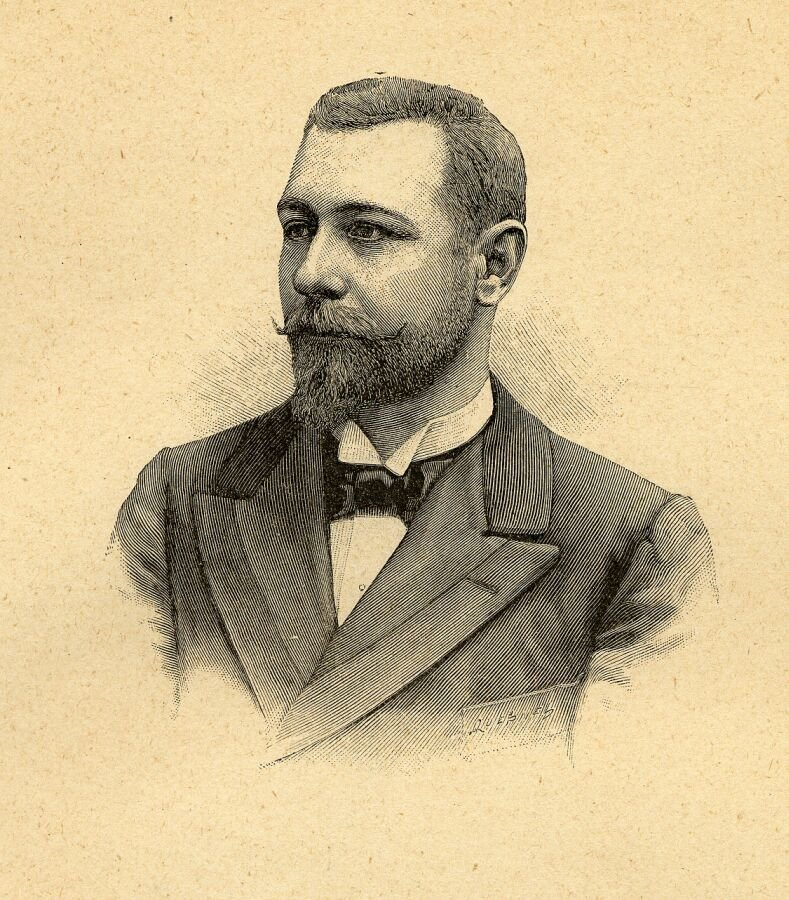
Eugène Doyen.

Eugène Louis Doyen, född 16 december 1859, död 21 november 1916, var en fransk kirurg.
Doyen innehade en privat klinik i Paris. Han är mest känd för sina konstruktioner av kirurgiska instrument, såsom en elektrisk fräs för trepanation av skallbenet. Doyen utgav sig för att ha funnit cancerbacillen och uppfunnit ett serum mot cancer. Han sysslade gärna med sensationella upptäckter och observationer, men hans resultat har inte alltid stått sig för vetenskaplig kritik.